# Василевский, Юрий Александрович
Юрий Александрович Василевский (1925 — 2013) — советский военный деятель, генерал-лейтенант авиации.

## Биография
Родился в семье Александра Михайловича Василевского, на то время командовавшего 143-м стрелковым полком 48-й Тверской стрелковой дивизии. 
В марте 1931 в связи с назначением отца в Управление боевой подготовки Красной армии, семья переехала в столицу. В октябре 1941 с матерью эвакуирован из Москвы, через год вернулся и в конце 1942 по призыву зачислен курсантом в Школу авиационных механиков в Миассе. 
Весной 1943 заболел воспалением лёгких, которое перешло в открытую форму туберкулёза. После продолжительного лечения в столице продолжил службу в одной из частей 3-го Белорусского фронта под командованием его отца. 
После окончания Великой Отечественной войны продолжил службу в Вооружённых силах СССР, окончил командный факультет Военно-воздушной академии, затем Военно-дипломатическую академию, а в 1965 и Военную академию Генерального штаба. Служил на офицерских и командных должностях в ГСВГ, штабе Дальней авиации, в Туркестанском и Среднеазиатском военном округах. 
С 1971 по 1976 являлся начальником штаба и первым заместителем начальника 1-го научно-исследовательского испытательного Центра подготовки космонавтов имени Ю. А. Гагарина. 
С февраля 1976 и до ухода в отставку находился в штате Группы генеральных инспекторов Министерства обороны СССР, состоял генерал-инспектором 10-го Главного управления Генерального штаба Вооружённых сил СССР и курировал вопросы военно-технического сотрудничества с рядом зарубежных стран. 
В июне 1986 уволен из Вооружённых сил СССР, в связи с достижением предельного возраста пребывания на военной службе. Похоронен в колумбарии на Донском кладбище.
Адрес в Москве: переулок Сивцев Вражек, 31.

## Семья
- Первым браком женат на дочери Г. К. Жукова — Эре Георгиевне (род. 1928).[3] Развелись в 1971 году.
  - Старшая дочь — Александра Юрьевна Василевская (1950—2014).
  - Младшая дочь — Татьяна Юрьевна Василевская (род. 1956), бывшая супруга С. Б. Проханова. Окончила МГИМО, юрист-международник. Работала преподавателем, работала заместителем директора Высшей школы юриспруденции в НИУ «Высшая школа экономики.
- Вторая супруга — Вера Борисовна Василевская (род. 1933), историк, публицист, писатель.

### Звания
- лейтенант (1940-е);
- полковник;
- генерал-майор авиации (19 февраля 1968);
- генерал-лейтенант авиации (14 февраля 1978).

### Награды
- ордена и медали СССР, а также ряда социалистических стран.